# Sydafrikasatsningen
Sydafrikasatsningen kallas en händelse som fick mycket uppmärksamhet i svenska massmedier. Det började då Sveriges regering, vid denna tid socialdemokratisk, den 21 november 1999 for till Sydafrika tillsammans med representanter för kulturlivet och näringslivet i Sverige, och med stöd av PR-byrån Rikta Kommunikation. Besöket, som varade i ungefär en vecka, kallad Sydafrikaveckan, syftade till att stärka samarbetet på flera områden. Fastän det mesta gick som planerat, kom den mesta uppmärksamheten att handla om hur det misslyckades, och resan fick benämningen Sydafrikafiaskot. Inledningskonserten med Dr. Alban, Uno Svenningsson och The Real Group i Soweto drog bara tre personer på en anläggning vars publikkapacitet var 30 000 åskådare, eftersom den kolliderade med en lokal derbymatch i fotboll mellan Kaizer Chiefs FC och Orlando Pirates FC, dit 80 000 åskådare kom. Den 27 november 1999 vann Sydafrika med 1-0 över Sverige i en herrlandskamp i fotboll i Pretoria, som också ingick i satsningen.
Den borgerliga oppositionen i Sveriges riksdag anmälde resan till Konstitutionsutskottet två gånger och resans finansiering diskuterades i utskottet under perioden mars-juni 2000. I mars 2005 berättade flera av de inblandade att ett viktigt syfte med resan var att utgöra reklamkampanj för Sveriges försäljning av Saab 39 Gripen ("JAS 39 Gripen") till Sydafrika, ett ämne som var omdebatterat i Sverige under 1999.